# Zeslandentoernooi 2023 (mannen)
De vierentwintigste editie van het Zeslandentoernooi voor mannen van de Rugby Union werd gespeeld van 4 februari tot en met 18 maart 2023 tussen de rugbyteams van Engeland, Frankrijk, Italië, Schotland, Wales en het Iers rugbyteam (het team dat zowel de Republiek Ierland als Noord-Ierland vertegenwoordigt in internationale wedstrijden). Frankrijk verdedigde zijn titel, maar verloor van de Ieren, die met een grand slam het toernooi op hun naam schreven. In Nederland werd het toernooi uitgezonden door Ziggo Sport.

## Deelnemende landen
| Land      | Stadion             | Capaciteit | Stad      | Coach           | Aanvoerder               |
| --------- | ------------------- | ---------- | --------- | --------------- | ------------------------ |
| Engeland  | Twickenham          | 82.000     | Londen    | Steve Borthwick | Owen Farrell             |
| Frankrijk | Stade de France     | 81.338     | Parijs    | Fabien Galthié  | Antoine Dupont           |
| Ierland   | Aviva Stadium       | 51.700     | Dublin    | Andy Farrel     | Johnny Sexton James Ryan |
| Italië    | Stadio Olimpico     | 73.261     | Rome      | Kieran Crowley  | Michele Lamaro           |
| Schotland | Murrayfield Stadium | 67.144     | Edinburgh | Gregor Townsend | Jamie Ritchie            |
| Wales     | Millennium Stadium  | 74.500     | Cardiff   | Warren Gatland  | Ken Owens                |

## Stand
| Positie | Land      | Wedstrijden | Wedstrijden | Wedstrijden | Wedstrijden | Punten | Punten | Punten   | Try's | Try's | Bonus-punten | Tabel Punten |
| Positie | Land      | Gespeeld    | Winst       | Gelijk      | Verlies     | Voor   | Tegen  | Verschil | Voor  | Tegen | Bonus-punten | Tabel Punten |
| ------- | --------- | ----------- | ----------- | ----------- | ----------- | ------ | ------ | -------- | ----- | ----- | ------------ | ------------ |
| 1       | Ierland   | 5           | 5           | 0           | 0           | 151    | 72     | 79       | 20    | 6     | 7            | 27           |
| 2       | Frankrijk | 5           | 4           | 0           | 1           | 174    | 115    | 59       | 21    | 14    | 4            | 20           |
| 3       | Schotland | 5           | 3           | 0           | 2           | 118    | 98     | 20       | 17    | 12    | 3            | 15           |
| 4       | Engeland  | 5           | 2           | 0           | 3           | 100    | 135    | -35      | 13    | 18    | 2            | 10           |
| 5       | Wales     | 5           | 1           | 0           | 4           | 84     | 147    | -63      | 11    | 19    | 2            | 6            |
| 6       | Italië    | 5           | 0           | 0           | 5           | 89     | 149    | -60      | 9     | 22    | 1            | 1            |

## Prijzen
Op het Zeslandentoernooi werden verschillende rivaliteitsprijzen uitgereikt voor de winnaars van wedstrijden:
- Giuseppe Garibaldi Trophy: gewonnen door Frankrijk
- Calcutta Cup: gewonnen door Schotland[16]
- Doddie Weir Cup: gewonnen door Schotland[17]
- Triple Crown: gewonnen door Ierland[18][19]
- Millennium Trophy: gewonnen door Ierland[19]
- Centenary Quaich: gewonnen door Ierland[20]
- Eurostar Trophy: gewonnen door Frankrijk
- Auld Alliance Trophy: gewonnen door Frankrijk
- Cuttitta Cup: gewonnen door Schotland
- Wooden spoon: gewonnen door Italië
- Grand slam: gewonnen door Ierland[18]

## Programma en uitslagen
Op 22 december 2022 werd bekendgemaakt welke scheidsrechter welk duel gaat fluiten en dat alle wedstrijden door verschillende scheidsrechters gefloten worden. De hieronder getoonde tijden zijn Midden-Europese Tijd.

### Week 1
| 4 februari 2023 15:15 | Wales                | 10 - 34 | Ierland              | Millennium Stadium, Scheidsrechter: Karl Dickson |
| 4 februari 2023 15:15 | Try: 1 Con: 1 Pen: 1 | Verslag | Try: 4 Con: 4 Pen: 2 | Millennium Stadium, Scheidsrechter: Karl Dickson |

| 4 februari 2023 17:45 | Engeland             | 23 - 29 | Schotland            | Twickenham, Londen Scheidsrechter: Paul Williams |
| 4 februari 2023 17:45 | Try: 3 Con: 1 Pen: 2 | Verslag | Try: 4 Con: 3 Pen: 1 | Twickenham, Londen Scheidsrechter: Paul Williams |

| 5 februari 2023 16:00 | Italië               | 24 - 29 | Frankrijk            | Stadio Olimpico, Rome Scheidsrechter: Matthew Carley |
| 5 februari 2023 16:00 | Try: 2 Con: 0 Pen: 4 | Verslag | Try: 4 Con: 3 Pen: 1 | Stadio Olimpico, Rome Scheidsrechter: Matthew Carley |

### Week 2
| 11 februari 2023 15:15 | Ierland              | 32 - 19 | Frankrijk            | Aviva Stadium, Dublin Scheidsrechter: Wayne Barnes |
| 11 februari 2023 15:15 | Try: 4 Con: 3 Pen: 2 | Verslag | Try: 1 Con: 1 Pen: 3 | Aviva Stadium, Dublin Scheidsrechter: Wayne Barnes |

| 11 februari 2023 17:45 | Schotland            | 35 - 7  | Wales                | Murrayfield Stadium, Edinburgh Scheidsrechter: Andrew Brace |
| 11 februari 2023 17:45 | Try: 5 Con: 2 Pen: 2 | Verslag | Try: 1 Con: 1 Pen: 0 | Murrayfield Stadium, Edinburgh Scheidsrechter: Andrew Brace |

| 12 februari 2023 16:00 | Engeland             | 31 - 14 | Italië               | Twickenham, Londen Scheidsrechter: James Doleman |
| 12 februari 2023 16:00 | Try: 5 Con: 2 Pen: 0 | Verslag | Try: 2 Con: 2 Pen: 0 | Twickenham, Londen Scheidsrechter: James Doleman |

### Week 3
| 25 februari 2023 15:15 | Italië               | 20 - 34 | Ierland              | Stadio Olimpico, Rome Scheidsrechter: Mike Adamson |
| 25 februari 2023 15:15 | Try: 2 Con: 2 Pen: 2 | Verslag | Try: 5 Con: 3 Pen: 1 | Stadio Olimpico, Rome Scheidsrechter: Mike Adamson |

| 25 februari 2023 17:45 | Wales                | 10 - 20 | Engeland             | Millennium Stadium, Scheidsrechter: Mathieu Raynal |
| 25 februari 2023 17:45 | Try: 1 Con: 1 Pen: 1 | Verslag | Try: 3 Con: 1 Pen: 1 | Millennium Stadium, Scheidsrechter: Mathieu Raynal |

| 26 februari 2023 16:00 | Frankrijk            | 32 - 21 | Schotland            | Stade de France, Parijs Scheidsrechter: Nika Amashukeli |
| 26 februari 2023 16:00 | Try: 4 Con: 3 Pen: 2 | Verslag | Try: 3 Con: 3 Pen: 0 | Stade de France, Parijs Scheidsrechter: Nika Amashukeli |

### Week 4
| 11 maart 2023 15:15 | Italië               | 17 - 29 | Wales                | Stadio Olimpico, Rome Scheidsrechter: Damon Murphy |
| 11 maart 2023 15:15 | Try: 2 Con: 2 Pen: 1 | Verslag | Try: 3 Con: 2 Pen: 2 | Stadio Olimpico, Rome Scheidsrechter: Damon Murphy |

| 11 maart 2023 17:45 | Engeland             | 10 - 53 | Frankrijk            | Twickenham, Londen Scheidsrechter: Ben O’Keeffe |
| 11 maart 2023 17:45 | Try: 1 Con: 1 Pen: 1 | Verslag | Try: 7 Con: 6 Pen: 2 | Twickenham, Londen Scheidsrechter: Ben O’Keeffe |

| 12 maart 2023 16:00 | Schotland            | 7 - 22  | Ierland              | Murrayfield Stadium, Edinburgh Scheidsrechter: Luke Pearce |
| 12 maart 2023 16:00 | Try: 1 Con: 1 Pen: 0 | Verslag | Try: 3 Con: 2 Pen: 1 | Murrayfield Stadium, Edinburgh Scheidsrechter: Luke Pearce |

### Week 5
| 18 maart 2023 13:30 | Schotland            | 26 - 14 | Italië               | Murrayfield Stadium, Edinburgh Scheidsrechter: Angus Gardner |
| 18 maart 2023 13:30 | Try: 4 Con: 3 Pen: 0 | Verslag | Try: 1 Con: 0 Pen: 3 | Murrayfield Stadium, Edinburgh Scheidsrechter: Angus Gardner |

| 18 maart 2023 15:45 | Frankrijk            | 41 - 28 | Wales                | Stade de France, Parijs Scheidsrechter: Nic Berry |
| 18 maart 2023 15:45 | Try: 5 Con: 5 Pen: 2 | Verslag | Try: 4 Con: 4 Pen: 0 | Stade de France, Parijs Scheidsrechter: Nic Berry |

| 18 maart 2023 18:00 | Ierland              | 29 - 16 | Engeland             | Aviva Stadium, Dublin Scheidsrechter: Jaco Peyper |
| 18 maart 2023 18:00 | Try: 4 Con: 3 Pen: 1 | Verslag | Try: 1 Con: 1 Pen: 3 | Aviva Stadium, Dublin Scheidsrechter: Jaco Peyper |

## Media
Tijdens het toernooi werd de Netflix documentaireserie Six Nations: Full Contact gefilmd. De serie werd uitgebracht op 24 januari 2024.